# Flumen (Wolke)
Flumen ist eine im Internationalen Wolkenatlas beschriebene Begleitwolke der Superzelle des Cumulonimbus. Es handelt sich dabei um niedrige Wolkenbänder, die sich in der Superzelle oder zu ihr hin bewegen und nicht mit der Mauerwolke zusammenhängen.
Eine Sonderform davon ist der sogenannte „Biberschwanz“.